# Johnny Hodges
Pour les articles homonymes, voir Hodges.
John Cornelius “Johnny” Hodges, surnommé The Rabbit (« le lapin »), est un saxophoniste alto et soprano américain, né le 25 juillet 1906 à Cambridge (Massachusetts) et mort le 11 mai 1970 à New York.
Johnny Hodges est avec Benny Carter et Willie Smith l'un des grands saxophonistes alto du middle jazz.

## Biographie

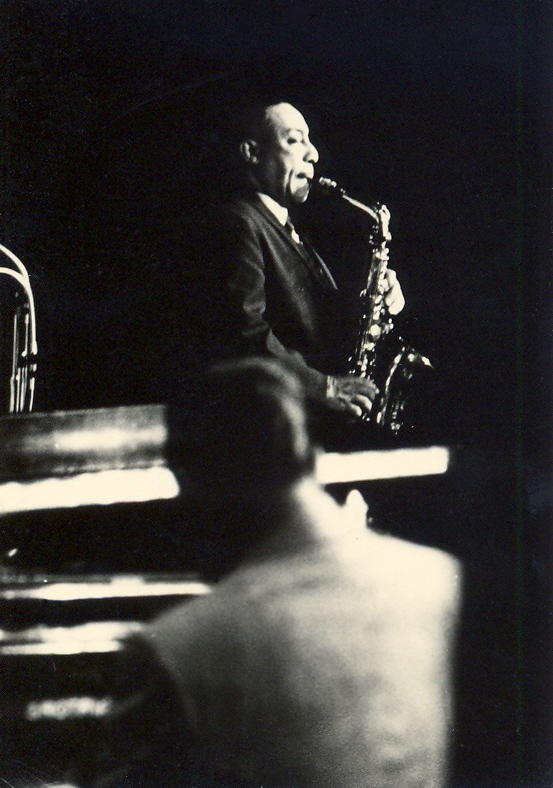

Johnny Hodges est un musicien autodidacte, il commence à jouer des percussions et du piano avant de se consacrer au saxophone à l'âge de quatorze ans. Il est découvert par Sidney Bechet qui lui donne des leçons.
En 1927, il rejoint l'orchestre de Chick Webb et, en 1928, entre dans l'orchestre de Duke Ellington ; il ne quittera qu'à sa mort, hormis une période de 1951 à 1955 où il dirige sa propre formation où apparaissent de nombreux transfuges de l'orchestre d'Ellington comme le tromboniste Lawrence Brown, Ben Webster, Shorty Baker ou le pianiste Billy Strayhorn, mais aussi de jeunes musiciens comme John Coltrane. Le son et la virtuosité de Hodges sont des éléments essentiels de la couleur orchestrale ellingtonienne et de nombreux morceaux de l'orchestre sont spécialement conçus pour mettre en valeur le jeu de l'altiste. À chaque concert, le titre Things Ain't What They Used To Be est ainsi l'occasion de la démonstration de la maestria de Hodges.
Ellington lui-même déclare après la disparition de Hodges : « En raison de cette grande perte, notre orchestre ne sonnera plus jamais comme avant,,. »
Il fut jusqu'à l’avènement de Charlie Parker le saxophoniste altiste de référence dans le monde du jazz.
Johnny Hodges repose au cimetière de Flushing dans le Queens.

## Style
Johnny Hodges est un de ceux qui poussèrent la maîtrise de leur instrument à son plus haut point d'achèvement. Son sens aigu de l'équilibre dans la construction de ses solos est allié avec un son expressif, sensuel sans être mièvre, une belle finesse mélodique et une grande précision rythmique. Il est un des rares musiciens en qui le jazz a incarné son propre classicisme.

## Discographie (sélective)

### Enregistrements avec Duke Ellington
- The Mooche (1928)
- A Gypsy Without a Song (1938)
- Warm Valley (1940)
- In a Mellotone (1940)
- I Got It Bad (1941)
- The Mood to Be Wooed (1945)
- Sultry Sunset (1946)
- Magenta Haze (1946)
- The Jeep Is Jumpin' (1956)
- Beale Street Blues (1956)
- All of Me (1959)
- Things Ain't What They Used to Be (1959)
- Back to Back (1963)
- Far East Suite (1966)
- Blood Count (1967)

### Enregistrements avec Lionel Hampton
- On the Sunny Side of the Street (1937)
- Whoa Babe (1937)

### Sous son nom
- Dooji-wooji (1939)
- Squatty Roo  (1940)
- That's the Blues Old Man (au soprano, 1940)
- The Big Sound (1959)
- Gerry Mulligan Meets Johnny Hodges (1959)
- Solitude (1965)
- Wings and Things (1965)